# Organon

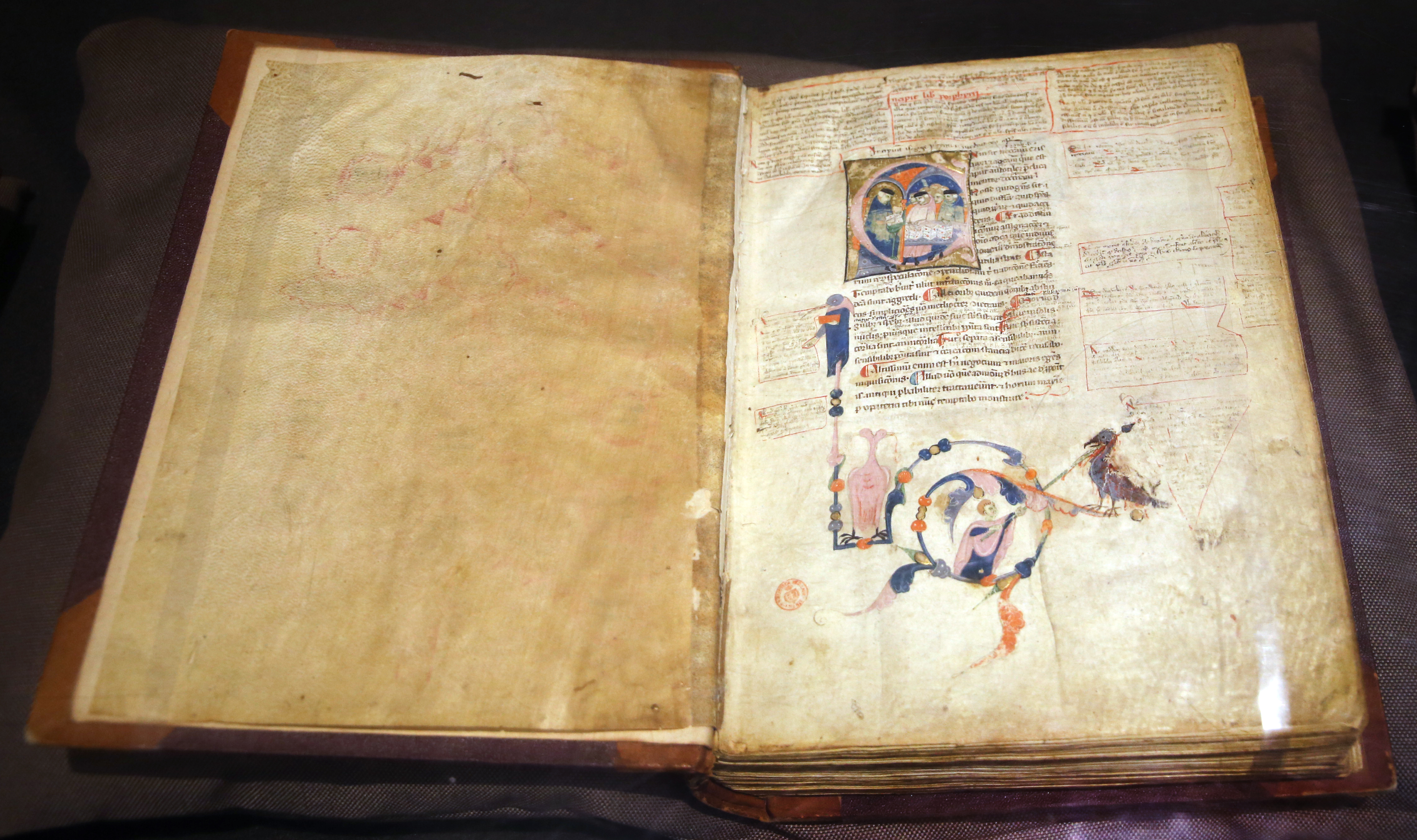
Organon

Organon este numele lucrărilor de logică ale lui Aristotel.
Autorul consideră logica un instrument al tuturor cercetărilor, nu o parte a filosofiei.
A analizat exemple de demonstrație din matematici, ca și condițiile construirii unui sistem deductiv, conditii folosite de Euclid în Elementele .
Studiul logicii a fost accentuat excesiv în scolastică, care a insistat pe aplicarea ei strictă în toate domeniile, inclusiv în convorbirile dintre oameni .

## Lucrări de logică

### Categoriile
Tratează noțiunile cu gradul cel mai mare de generalitate (substanța, cantitatea, calitatea, relația locul, momentul, starea, posesia, acțiunea, pasiunea) și caracteristicile acestora.

### Despre interpretare
Teorie a judecății în care autorul urmărește cu atenție diversitatea variantelor lingvistice posibile (afirmație, negație, contrazicere) în exprimarea unei propoziții ce exprimă o stare de lucruri (diferită deci de dorință, rugăminte, întrebare etc.) și care în Analitici va deveni premisă.

### Analitica primă
Aristotel răspunde unor întrebări fundamentale cum ar fi „Ce este știința?”, „Ce este demonstrația?” și unde dezvoltă teoria silogismului (raționamentul elementar) în general.

### Analitica secundă
Are ca subiect silogismul demonstrativ.

### Topica
Tratează problema raționamentelor cu premise probabile, sau dialectica și despre care vom vorbi mai pe larg în cele ce urmează.

### Respingerile sofistice
Considerată un apendice al Topicii, expune o teorie a raționamentelor cu premise aparent probabile (false) pe care o denumește uneori și eristică (o discuție de dragul discuției).

## Concepte
Logica = introducere și pregătire a tuturor științelor, analiză a legilor gândirii (care sunt și legi ale realității)
Categoriile = modalitățile de exprimare a ființei: Substanța, Cantitatea, Calitatea, Relația, Locul, Timpul, Poziția, Averea, Pasiunea, Acțiunea. Substanța semnifică faptul de a fi (ființa nedeterminată), în timp ce restul de nouă categorii exprimă determinații ale substanței. Substnța este o realitate care nu are nevoie de altceva ca să existe, în timp ce categoriie desemnează realități a căror existență depinde de substanță ("nu pot fi în afara unui substrat" - v. Categorii, cap. 2).
Silogismul = procedeul dialectic de gândire care ne duce necesar la adevăr.